# Pikrolímni (sjö)
Pikrolímni är en sjö i Grekland.   Den ligger i prefekturen Nomós Kilkís och regionen Mellersta Makedonien, i den norra delen av landet, 300 km norr om huvudstaden Aten. Pikrolímni ligger 40 meter över havet. Arean är 3,6 kvadratkilometer. Trakten runt Pikrolímni består till största delen av jordbruksmark. Den sträcker sig 2,5 kilometer i nord-sydlig riktning, och 2,3 kilometer i öst-västlig riktning.